# Ride the Wild Wind
"'Ride the Wild Wind" (Español: "Cabalga el Viento Salvaje") es una canción por la banda de rock británica Queen. Escrita por el baterista Roger Taylor, es la sexta canción del álbum de 1991, Innuendo. En Polonia alcanzó No. 1 debido a las listas emisión de radio.

## Composición
"Ride the Wild Wind" fue compuesta por Roger Taylor, quién grabó una demo con su propia voz. La versión final del álbum Innuendo fue cantada por Freddie Mercury con Taylor en los coros. La canción es una especie de secuela de la composición de Taylor en A Night at the Opera, "I'm in Love with My Car", que se enfocó en la pasión de Taylor por los coches y carreras. Esta vez, la canción involucra a los otros miembros de la banda, que le dan vida a una canción rápida con resonancia en la batería y líneas de bajo rítmicas, con notas igualmente inquietante a las de "Shakespeare's Sister por the Smiths, que crea una sensación de velocidad y ruidos de motores. En la mitad de la canción, un solo de guitarra por May, que acentúa el sentido de alta velocidad, y también le da a la canción un sonido pesado. En algunas partes, un Audi Quattro S1 Grupo B puede ser escuchado.

## Créditos
Queen
- Freddie Mercury – voz principal, teclados
- Brian May – guitarra eléctrica
- Roger Taylor – batería, teclados, segunda voz
- John Deacon – bajo eléctrico

## Posicionamiento
| Gráfica (1992)                | Pico de posición |
| ----------------------------- | ---------------- |
| Polonia (Związek Producentów) | 1                |